# Mosquiter de Rickett
El mosquiter de Rickett (Phylloscopus ricketti) és una espècie d'ocell de la família dels fil·loscòpids (Phylloscopidae). Es troba a la Xina, Tailàndia i Vietnam. Els seus hàbitats principals són els boscos temperats, els boscos tropicals i subtropicals de frondoses humits de les terres baixes, els matollars temperats, els matollars secs tropicals i subtropicals, les plantacions i els jardins rurals. El seu estat de conservació es considera de risc mínim.
L'epitet específic ricketti fa referència al col·leccionista britànic Charles Boughey Rickett (1851-1943).